# Sebastian Scheel (malíř)
Sebastian Scheel, také Schel nebo Schöll, (kolem roku 1480 – 1554, Innsbruck) byl malíř, který pracoval v Innsbrucku v první polovině 16. století.
Sebastián Scheel přišel ze Švábska a pravděpodobně získal vzdělání v Augsburgu nebo Ulmu. Od roku 1508 pracoval jako dvorní malíř v Innsbrucku. Vytvořil oltářní obrazy, erby, nástěnné malby, mapy, opevňovací plány a podobně a často spolupracoval se Seboldem Bocksdorferem a Paulem Daxem. Stylisticky přecházel od gotiky k renesanci.
Ve čtvrti Dreiheiligen-Schlachthof v Innsbrucku je po něm pojmenovaná Sebastian-Scheel-Straße.

## Dílo
- panel zobrazující svaté Achatiuse a Sebastiána, 1515, oltář sv. Jiří, zámek Ambras
- Annenberský oltář, 1517 pro kapli hradu Annenberg ve Vinschgau;[2] nyní se nachází v tyrolském muzeum Ferdinandeu

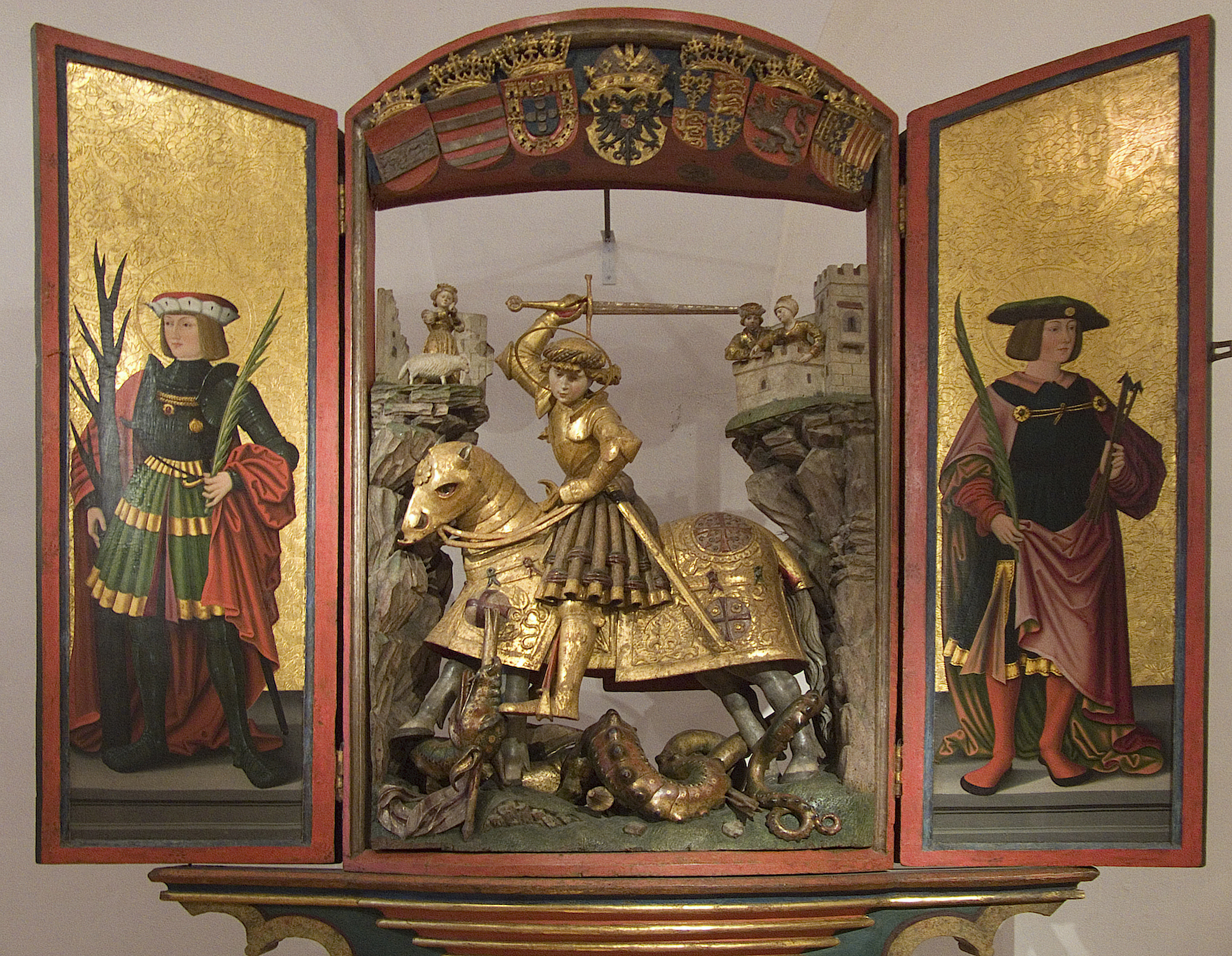
oltář sv. Jiří
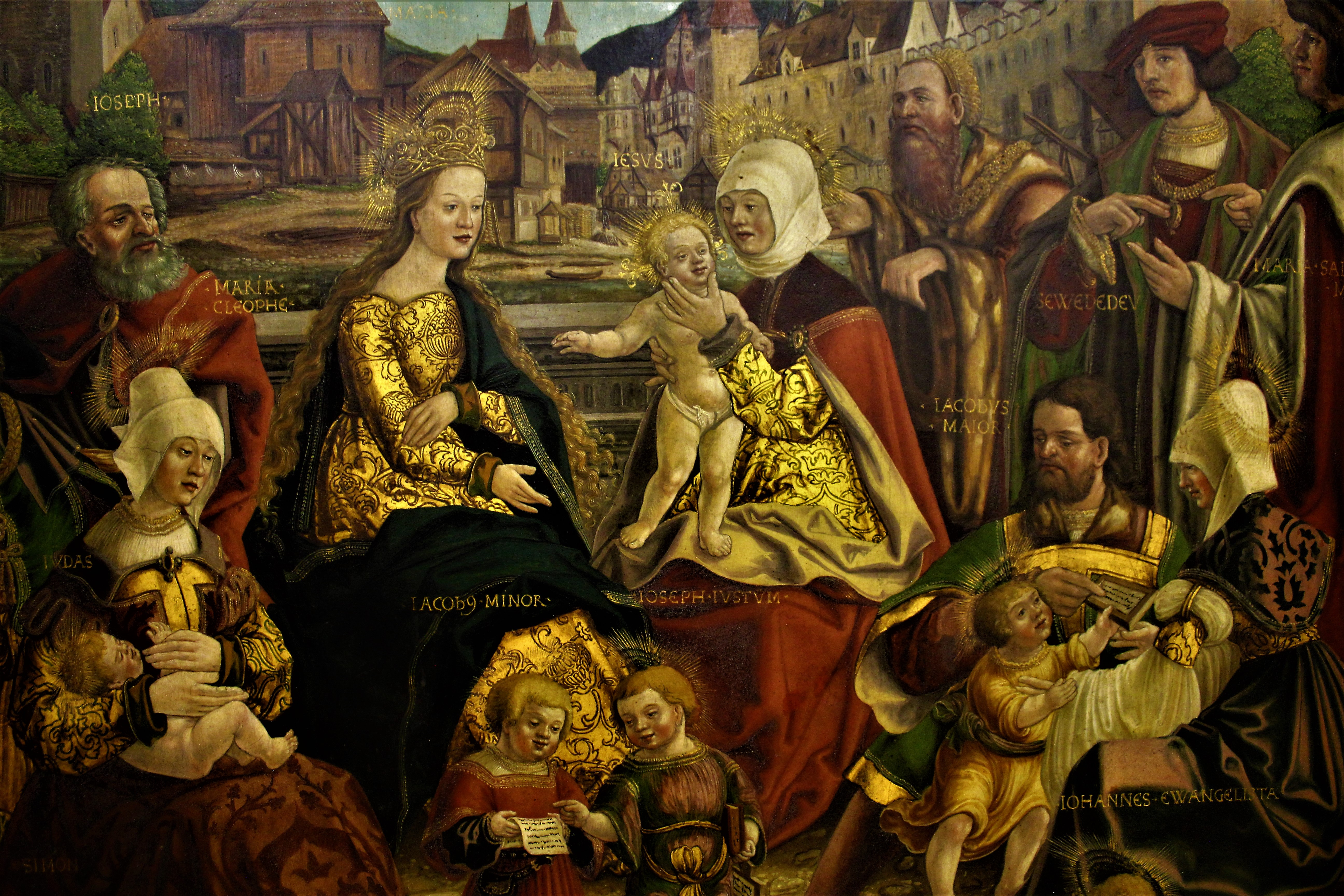
Annenberský oltář
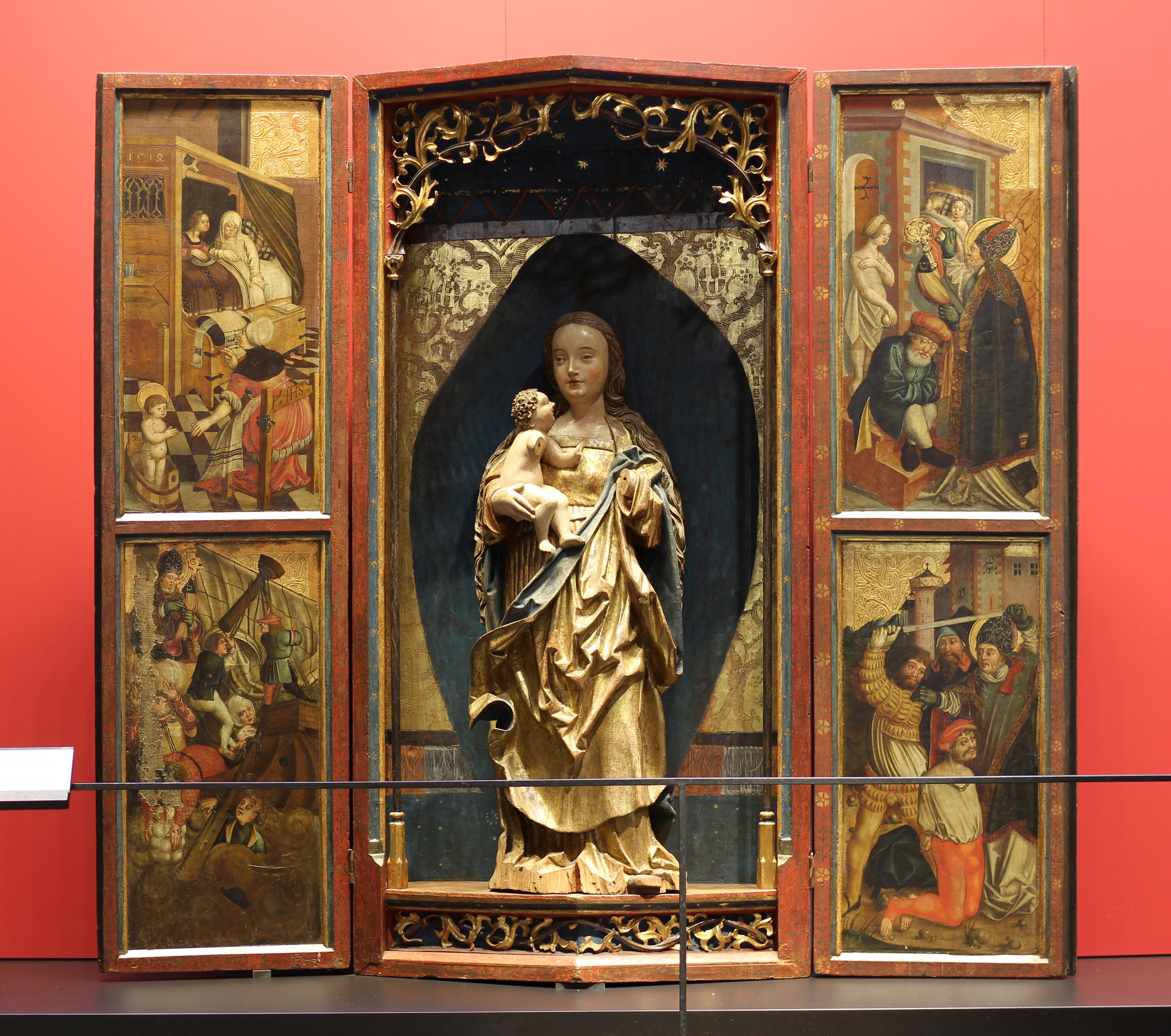
oltář sv. Mikuláše